# Rhodospatha perezii
Rhodospatha perezii är en kallaväxtart som beskrevs av George Sydney Bunting. Rhodospatha perezii ingår i släktet Rhodospatha och familjen kallaväxter. Inga underarter finns listade.